# Vibrante múltipla uvular
A vibrante múltipla uvular é um som consonantal. O símbolo que o representa no AFI é ⟨ʀ⟩ e no X-SAMPA é R\. Esta consoante ocorre nalguns dialetos do português europeu em palavras com o R inicial ou duplo. Seu uso foi comum na França e na Alemanha. Ela vem sendo substituída, por falantes de ambos os países, pela fricativa uvular sonora ⟨ʁ⟩ desde o século XVII.

## Características
- Seu modo de articulação é vibrante múltipla.
- Seu ponto de articulação é uvular.
- É sonora em relação ao papel das pregas vocais.
- É oral em relação ao papel das cavidades bucal e nasal.